# Agregado (geología)

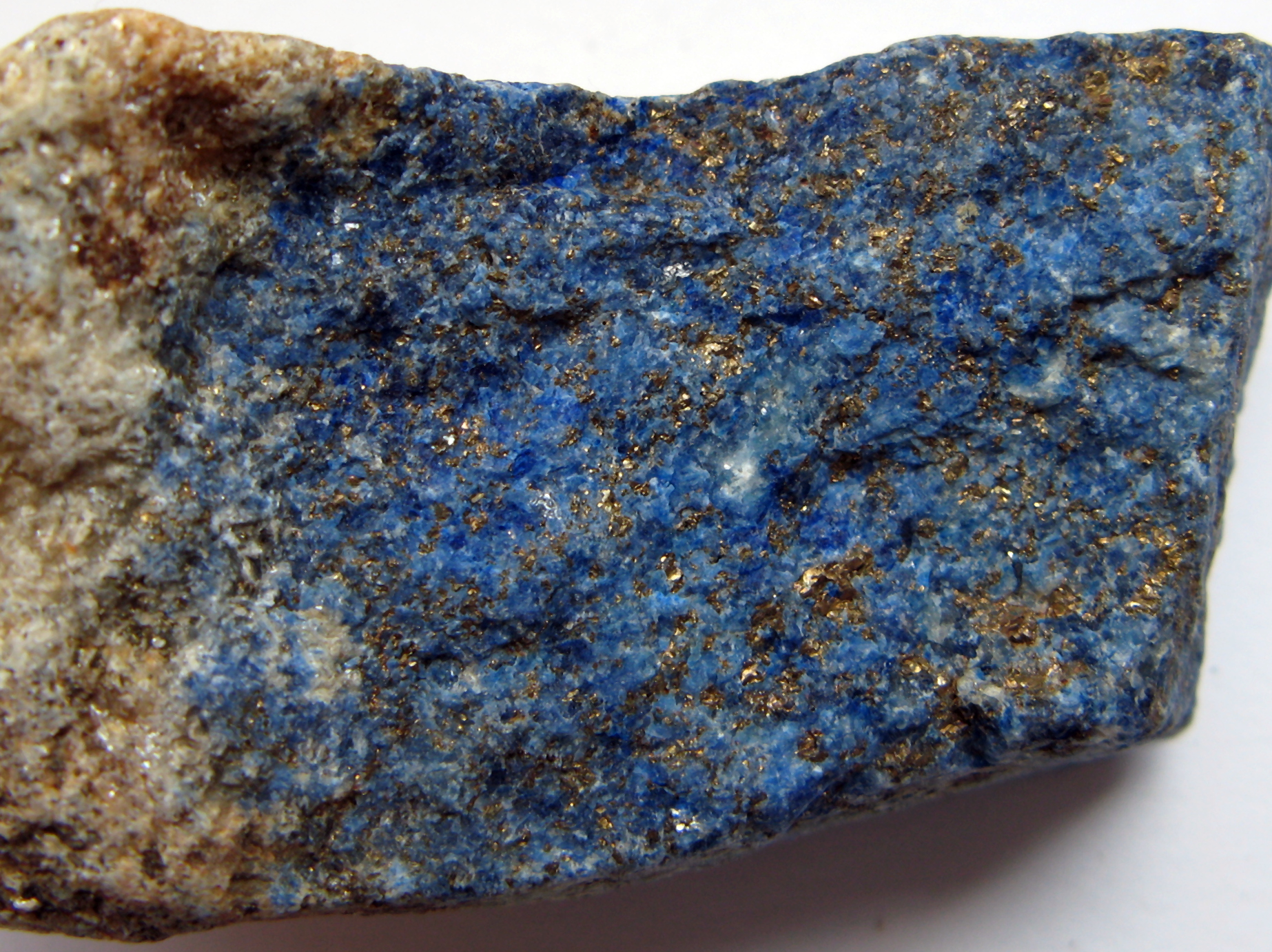
Agregado de cristal (lapislázuli de Afganistán)

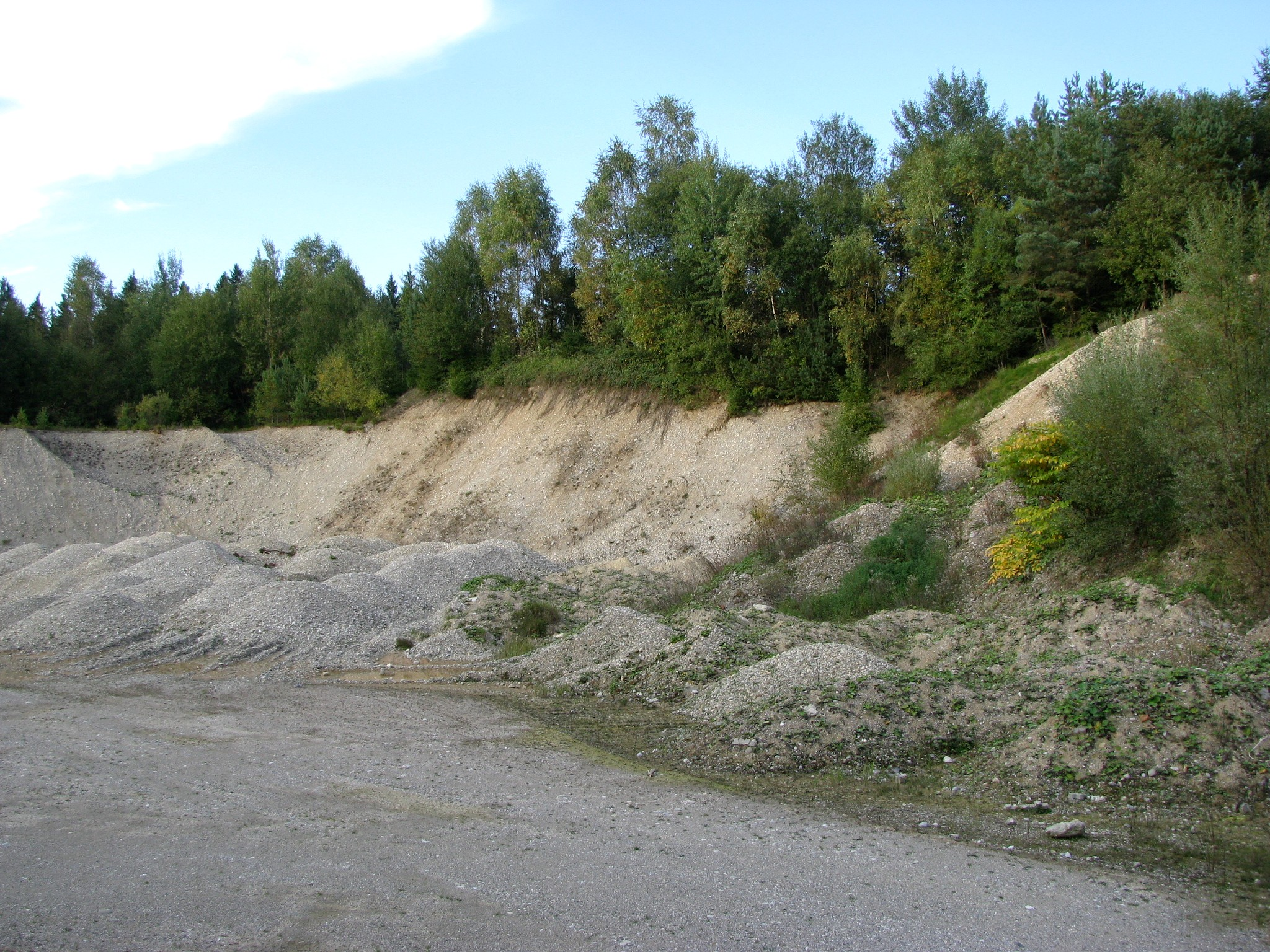
Agregado de construcción (un pozo de grava en Alemania)

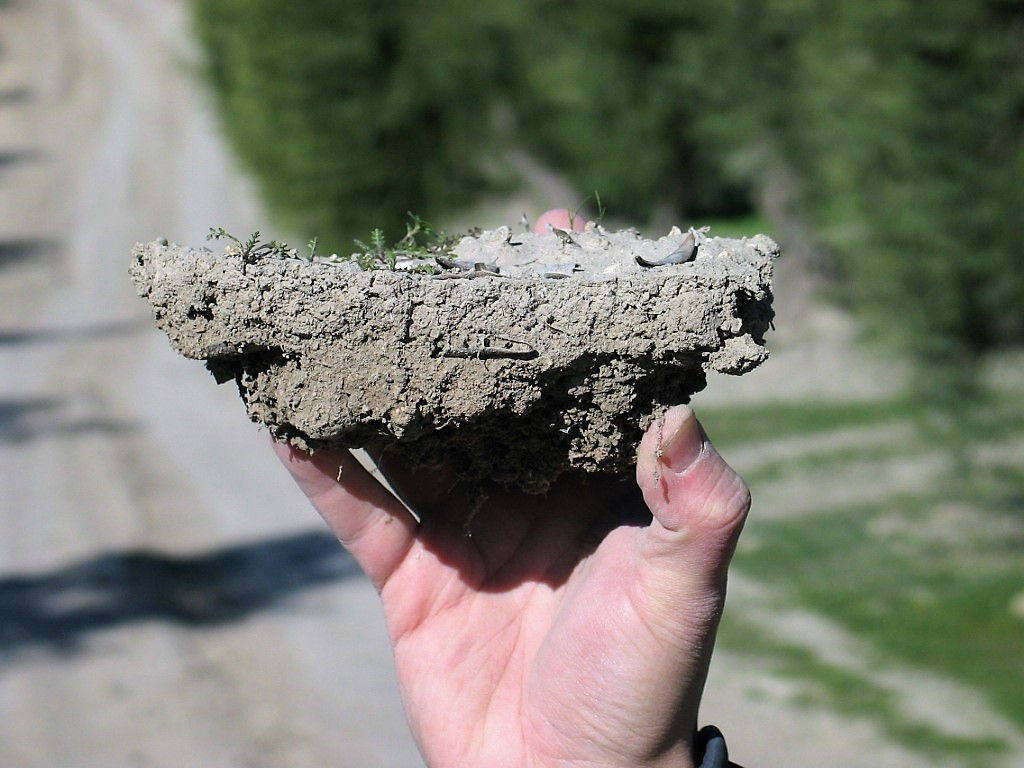
Agregado de suelo en España

En las ciencias de la Tierra, agregado tiene tres posibles significados.
En mineralogía y petrología, un agregado es una masa de cristales minerales, partículas mineraloides o partículas de roca. Algunos ejemplos son la dolomita, que es un agregado de cristales del mineral dolomita, y el yeso de roca, un agregado de cristales del mineral yeso. El lapislázuli es un tipo de roca compuesta por un agregado de cristales de muchos minerales que incluyen lazurita, pirita, flogopita, calcita, feldespato potásico, wollastonita y algunos minerales del grupo sodalita.
En la industria de la construcción, un agregado (a menudo denominado agregado de construcción) es arena, grava o roca triturada que ha sido extraída o extraída para su uso como material de construcción.
En pedología, un agregado es una masa de partículas de suelo. Si el agregado se ha formado naturalmente, se le puede llamar ped; si se forma artificialmente, se le puede llamar terrón.

## Ejemplos de agregados de construcción
- basalto
- dolomita
- granito
- grava
- piedra caliza[7][8]
- arena
- arenisca

## Uso en la industria
Los agregados se utilizan ampliamente en la industria de la construcción A menudo, en la fabricación de hormigón, se utiliza un agregado de construcción, con aproximadamente 6 mil millones de toneladas de hormigón producidas por año.